# George Chakiris
George Chakiris (Norwood, 16 settembre 1934) è un ballerino e attore statunitense, vincitore nel 1962 del premio Oscar al miglior attore non protagonista per la sua interpretazione nel cult-movie West Side Story (1961), film per il quale ottenne anche il Golden Globe per il miglior attore non protagonista.

## Biografia

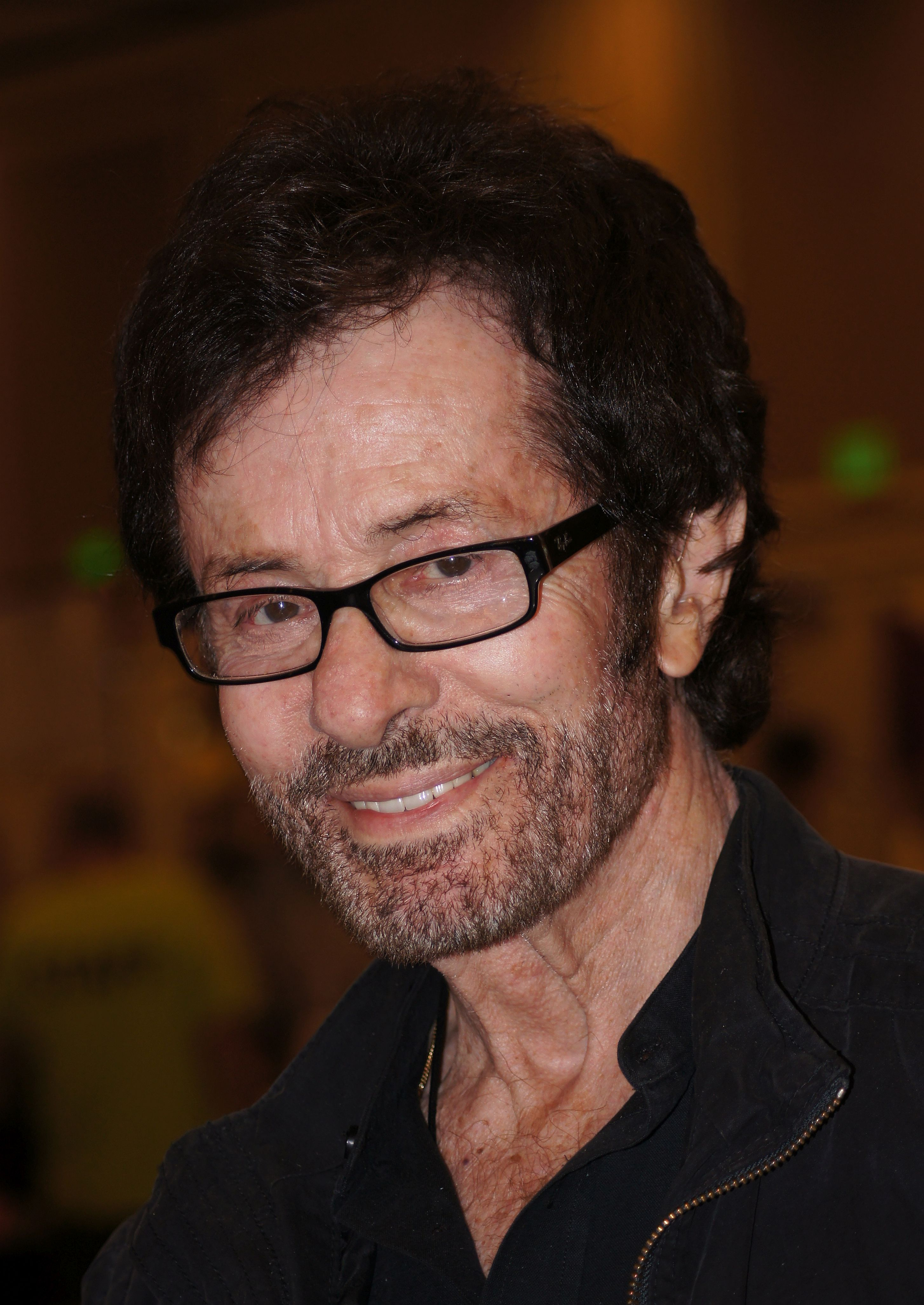
George Chakiris nel 2019

Nato da genitori greci, Steven Chakiris e Zoe Anastasiadou, George Chakiris fu allevato prima a Tucson e poi a Long Beach (California). Debuttò nel cinema appena dodicenne con una breve apparizione come ragazzo del coro in Canto d'amore (1947) e successivamente intraprese gli studi di danza, lavorando come magazziniere di giorno e come ballerino la sera.
Durante la prima metà degli anni cinquanta apparve come ballerino in numerosi film musicali, fra i quali Gli uomini preferiscono le bionde (1953), nel quale fu uno dei ballerini che affiancano Marilyn Monroe nel numero Diamonds Are a Girl's Best Friend. In Bianco Natale (1954), apparve accanto a Rosemary Clooney nel numero musicale Love, You Didn't Do Right by Me.
Nel 1959 entrò nel cast londinese del musical West Side Story e due anni dopo gli venne affidata la parte di Bernardo, capo della banda degli "Sharks" nella versione cinematografica diretta da Robert Wise e Jerome Robbins. West Side Story, nel quale poté mostrare tutte le sue doti di ballerino, valse a Chakiris il premio Oscar al miglior attore non protagonista e il premio Golden Globe per il miglior attore non protagonista.
La carriera cinematografica dell'attore ebbe tuttavia poche occasioni per bissare il successo di West Side Story. Tra i ruoli da lui interpretati successivamente, sono da ricordare quello drammatico del partigiano Bube nel film La ragazza di Bube (1964), accanto a Claudia Cardinale, e quello di Étienne nel musical Josephine (1967) di Jacques Demy.
Dagli anni settanta si dedicò prevalentemente agli spettacoli e alla televisione, facendo numerose apparizioni sul piccolo schermo in popolari serie quali Medical Center (1970-1975), La famiglia Partridge (1974), Dallas (1986), dove apparve in 11 episodi nel ruolo di Nicholas, e Superboy (1989-1990), in cui recitò nella parte del Prof. Peterson in 9 episodi.
Ritiratosi dalle scene dal 1996, Chakiris è oggi un affermato designer di gioielli.

## Filmografia parziale

George Chakris in La ragazza di Bube (1964)

### Cinema
- Canto d'amore (Song of Love), regia di Clarence Brown (1947)
- Il grande Caruso (The Great Caruso), regia di Richard Thorpe (1951)
- Squilli di primavera (Stars and Stripes Forever), regia di Henry Koster (1952)
- Chiamatemi Madame (Call Me Madam), regia di Walter Lang (1953)
- Gli uomini preferiscono le bionde (Gentlemen Prefer Blondes), regia di Howard Hawks (1953)
- Le 5000 dita del Dr. T (The 5,000 Fingers of Dr. T.), regia di Roy Rowland (1953)
- Duello sulla Sierra Madre (Second Chance), regia di Rudolph Maté (1953)
- Eternamente femmina (Forever Female), regia di Irving Rapper (1953)
- Tre ragazze di Broadway (Give a Girl a Break), regia di Stanley Donen (1953)
- La ragazza di campagna (The Country Girl), regia di George Seaton (1954)
- Bianco Natale (White Christmas), regia di Michael Curtiz (1954)
- Brigadoon, regia di Vincente Minnelli (1954)
- Follie dell'anno (There's No Business Like Show Business), regia di Walter Lang (1954)
- La ragazza di Las Vegas (The Girl Rush), regia di Robert Pirosh (1955)
- Donne... dadi... denaro! (Meet Me in Las Vegas), regia di Roy Rowland (1956)
- Under Fire, regia di James B. Clark (1957)
- West Side Story, regia di Jerome Robbins e Robert Wise (1961)
- Fior di loto (Flower Drum Song), regia di Henry Koster (1961)
- Due più due fa sei (Two and Two Make Six), regia di Freddie Francis (1962)
- Il dominatore (Diamond Head), regia di Guy Green (1963)
- I re del sole (Kings of the Sun), regia di J. Lee Thompson (1963)
- La ragazza di Bube, regia di Luigi Comencini (1964)
- I tre da Ashiya (Flight from Ashiya), regia di Michael Anderson (1964)
- Squadriglia 633 (633 Squadron), regia di Walter Grauman (1964)
- Il sole scotta a Cipro (The High Bright Sun), regia di Ralph Thomas (1964)
- Il ladro della Gioconda (On a volé la Joconde), regia di Michel Deville (1966)
- Parigi brucia? (Paris brûle-t-il?), regia di René Clément (1966)
- Josephine (Les Demoiselles de Rochefort), regia di Jacques Demy (1967)
- Hot-Line (Le Rouble à deux faces), regia di Étienne Périer (1968)
- Geometria di un delitto (The Big Cube), regia di Tito Davison (1969)
- Perché non rimani a colazione? (Why not Stay for Breakfast?), regia di Terry Marcel (1979)

### Televisione
- The 20th Century-Fox Hour – serie TV, episodio 1x12 (1956)
- Telephone Time – serie TV, episodio 3x23 (1958)
- The Jackie Gleason Show – serie TV, 1 episodio (1969)
- Hawaii Squadra Cinque Zero (Hawaii Five-O) – serie TV, 1 episodio (1972)
- Dottor Simon Locke (Dr. Simon Locke) – serie TV, 3 episodi (1973)
- Thriller – serie TV, 1 episodio (1974)
- La famiglia Partridge (The Partridge Family) – serie TV, 1 episodio (1974)
- Notorious Woman – miniserie TV, 4 puntate (1974)
- Medical Center – serie TV, 3 episodi (1975)
- Wonder Woman – serie TV, 1 episodio (1978)
- Fantasilandia (Fantasy Island) – serie TV, 2 episodi (1978-1982)
- CHiPs – serie TV, episodio 6x16 (1983)
- Matt Houston – serie TV, 2 episodi (1983-1984)
- Top Secret (Scarecrow and Mrs. King) – serie TV, 1 episodio (1984)
- Dallas – serie TV, 11 episodi (1985-1986)
- Santa Barbara – soap opera, 3 puntate (1988)
- Superboy – serie TV, 8 episodi (1988-1989)
- La signora in giallo (Murder, She Wrote) – serie TV, episodio 5x10 (1989)

## Doppiatori italiani
- Pino Locchi in West Side Story, Il dominatore, Il ladro della Gioconda
- Massimo Turci in Donne... dadi... denaro!
- Cesare Barbetti in I re del sole
- Rino Bolognesi in Josephine
- Luciano Melani in Il sole scotta a Cipro
- Roberto Pedicini in La signora in giallo

## Riconoscimenti
Premi Oscar 1962 – Oscar al miglior attore non protagonista per West Side Story